# Himatione sanguinea
Himatione sanguinea (ʻApapane en hawaiano) es una especie de ave de la familia Fringillidae y única representante del género Himatione. Es una especie endémica de Hawái. Al igual que las plumas del 'i'iwi, las de esta ave eran usadas para adornar la vestimenta del jefe del clan. Las brillantes plumas rojo oscuro se obtenían de aves adultas, no jóvenes. El ʻApapane es comúnmente encontrado en pequeños grupos, buscando comida en las cimas de los ‘ōhi‘a lehua (Metrosideros polymorpha), saltando de flor en flor probando el néctar y polinizándola a la vez. Se alimentan en la canopea del bosque, rara vez en el suelo. Cuando las flores escasean se vuelve muy agresivo, ahuyentando a cualquier ave que se acerque, incluso a sus parientes cercanos, el 'akohekohe y el 'i'iwi.
Se le considera un ave cantora activa. Los machos son conocidos por sus patrones de canto en cualquier momento del día. tiene seis diferentes tipos de llamados y cerca de diez diferentes tipos de canto grabados. El canto del macho es usado para atraer a la hembra y el apareamiento. El más agresivo y de canto más fuerte atrae la atención de las hembras. Una vez que el cortejo, la formación de la pareja y el apareamiento han terminado, ambas aves se involucran en el proceso de incubación y construcción del nido. El macho 'Apapane canta continuamente durante la incubación, mientras que la hembra casi no lo hace. Su fuerte silbido aleja a los otros machos del árbol donde anida, mientras él vigila desde una rama cercana. Tiene dos patrones de vuelo: vuelo en línea recta y vuelo en círculos.

## Descripción
Un ʻApapane adulto es esbelto y mide cerca de 13 cm. Un macho pesa aproximadamente 16 gramos, un poco más que la hembra. Hay un fuerte dimorfismo sexual entre los dos. Las características principales del ave son el pico azulado ligeramente curvo, lomo y partes superiores rojo oscuro brillante, partes inferiores y cola blancas y alas y patas negras. La cola blanca es muy distintiva y permite diferenciar al 'Apapane de otras aves endémicas de la isla. Los pichones son rosados al salir del cascarón con algunas plumas marrones oscuras, que cambian a rojizo al crecer. También pueden ser blancos, negros y grises con pequeños ojos negros. El envés de sus alas y cola son negros, mientras que su parte inferior es blanco grisáceo.

## Distribución y hábitat
Se le encuentra en los bosques tropicales hawaianos dominados por el ʻōhiʻa lehua y el koa. El hábitat ideal también incluye al kōlea lau nui (Myrsine lessertiana), naio (Myoporum sandwicense) y hapu'u (Cibotium spp.), mientras que el māmane (Sophora chrysophylla) es una especie común en las elevadas zonas de alimentación. La mayor parte de 'apapanes son encontrados a más de 1 200 m s. n. m., manteniendo a las aves alejadas de los mosquitos. Habita en las islas Hawái, Maui, Lanai, Kauai, Molokai y Oahu. La mayor parte de la población sobrevive en Hawái, donde cerca del 86% o 1 080 000 viven en los bosques de ʻōhiʻa lehua, especialmente en el parque nacional de los Volcanes de Hawái. El segundo grupo poblacional más grande se encuentra en Maui y está compuesto por 110 000 individuos, la mayor parte de ellos encontrada en los bosques protegidos del este de la isla. En Molokai habitan 39 000 individuos. En Kauai hay una población de cerca de 30 000 aves, la mayoría sobrevive en reservas protegidas, como la Reserva de Vida Salvaje de 'Alakai. Pequeñas poblaciones de 500 individuos sobreviven en Oahu y Lanai.

## Alimentación
El 'Apapane generalmente se alimenta del néctar de las flores, preferentemente del ʻōhiʻa lehua, donde habita. También es posible hallarlo en los bosques de koa que tengan un gran número de flores. A pesar de ser principalmente nectarívoro, la dieta de un 'Apapane adulto también incluye saltamontes, orugas y otros tipos de insectos.

## Reproducción
La época de apareamiento se da entre enero y julio. El nido del ʻApapane generalmente es construido en las copas de los árboles de ʻōhiʻa lehua, aunque también se han encontrado nidos en huecos de árboles, tubos de lava y en las copas de árboles de koa, kāwaʻu y hapuʻu. El ʻApapane de Laysan anidaba en los tussoks y arbustos de ʻĀheahea. Sólo las hembras incuban. Después de la eclosión el macho y la hembra alimentan y cuidan a las crías hasta que son capaces de volar. La hembra pone entre dos y cuatro huevos (blancos con manchas rojas) al año. El periodo de incubación dura entre trece y catorce días, durante los cuales la hembra no canta. Cuando los polluelos nacen sus ojos están cerrados, tomándoles cuatro días para abrirlos. Luego del sexto día empieza a aparecerles plumón marrón en la espalda y la línea del pico se vuelve rosa. Los polluelos pueden ser de muchos colores: dorados, rosas, rojos, verdes y negros. Podrán valerse por sí mismos al cabo de un mes, pero pueden quedarse con sus padres hasta los cuatro meses o el año.

## Amenazas
El ʻApapane puede ser encontrado en seis de las ocho islas del Archipiélago Hawaiano, donde vive en las zonas altas para protegerse de los depredadores como la mangosta javanés y las ratas, además de los mosquitos transmisores de la malaria aviar. Estos animales son la causa de los descensos en la población de 'Apapanes. La población total de estas aves se estimaba en menos de 1 300 000 individuos en 1995..A pesar de su bajo número, no es considerado como una especie en peligro de extinción. Esta es la especie con mayor prevalencia de malaria aviar debido a que las migraciones temporales hacia los bosques de las zonas bajas los pone en contacto con los mosquitos, que están ausentes en los mejores hábitats. La malaria es un parásito sanguíneo, y la muerte es generalmente causada por anemia (pérdida de glóbulos rojos). Poxvirus avium es un virus letal para el 'Apapane que, como la malaria aviar, es transmitido por mosquitos. Deja lesiones parecidas a verrugas en los ojos, pico y patas del ave; impidiéndole alimentarse, ver o posarse en las ramas de los árboles. Las aves infectadas tienen más posibilidades de ser infectadas con malaria. Se cree que una pequeña parte de la población se está volviendo resistente a la malaria, ya que algunas parejas han sido vistas apareándose en los bosques de las zonas intermedias, donde el riesgo de contagio es alto.

## Conservación
Actualmente no se están tomando acciones para proteger a la especie, aunque cualquier medida que proteja a las raras especies de aves hawaianas también protegerá al 'Apapane. La eliminación de ungulados, incluyendo cabras, vacas y jabalíes previene la degradación de su hábitat. Los jabalíes crean revolcaderos, importantes zonas de reproducción de mosquitos transmisores de enfermedades. La exterminación de ratas, que se alimentan de huevos; y gatos, que atrapan a los adultos, ha sido beneficiosa para el 'Apapane. Los mosquitos pueden ser controlados con pesticidas y es posible que la técnica de esterilización de insectos pueda ser usada en el futuro. Parte de su hábitat, incluyendo las zonas que están bajo jurisdicción federal son controladas y están libres de ungulados invasores. Sin embargo, las zonas no vigiladas están altamente degradadas y tienen muchos ungulados. El número de aves las hace que su distribución sea segura, pero comparte muchos de los problemas de otras especies de trepadores mieleros hawaianos.
H. s. freethi era una subespecie de 'Apapane endémica de la isla de Laysan, difiriendo de la subespecie nominada por ser de color más pálido, casi rosado; con la parte inferior plomiza. La introducción de conejos domésticos en 1903 destruyó la zona de anidamiento del ave, que se extinguió en 1923 durante una tormenta de arena.